# Katrin Schmidt
Katrin Schmidt (Langenhagen, 28 de septiembre de 1967) es una deportista alemana que compitió en bádminton, en la modalidad de dobles.
Ganó dos medallas de bronce en el Campeonato Europeo de Bádminton, en los años 1988 y 1996.

## Palmarés internacional
| Representando a la RFA   |                        |                   |        |
| Campeonato Europeo       |                        |                   |        |
| Año                      | Lugar                  | Medalla           | Prueba |
| 1988                     | Kristiansand (Noruega) | Medalla de bronce | Dobles |
| Representando a Alemania |                        |                   |        |
| Campeonato Europeo       |                        |                   |        |
| Año                      | Lugar                  | Medalla           | Prueba |
| 1996                     | Herning (Dinamarca)    | Medalla de bronce | Dobles |